# Teatro NO99
El Teatro NO99 (en estonio: Teater NO99) es un teatro en Tallin, Estonia. Comenzó a funcionar en febrero de 2005. Es un teatro de repertorio estatal que tiene su propio edificio con dos salas de teatro en el centro de Tallin. El Director artístico del teatro es Tiit Ojasoo. El grupo se compone de 10 actores, ocho hombres y dos mujeres. El teatro produce de dos a cuatro producciones nuevas para la gran sala cada temporada. Además, tiene proyectos en coproducción (por ejemplo, con la escuela de teatro) de estreno en la sala más pequeña. La Producciones teatrales se organizan principalmente en la gran sala.